# 红旗西路站
红旗西路站位于辽宁省大连市甘井子区，是大连地铁2号线的一个车站，于2015年5月22日随二号线一期开通运营而启用。

## 位置
红旗西路站位于甘井子区红旗西路与吉祥街交汇口东南侧，车站沿红旗西路下方布置。

## 结构
红旗西路站为岛式站台地下站。
| B1 | 站厅层                                 | 站厅、自动售票机                      |
| B2 | 轨道                                   | ← █ 2号线列车往虹锦路（大连北站方向） |
| B2 | 岛式站台，列车运行方向左侧车门将会打开 |                                       |
| B2 | 轨道                                   | █ 2号线列车往湾家（海之韵方向）→      |

## 出入口
红旗西路站共设有3个出入口，A及B出入口位于红旗西路西侧，C出入口位于红旗西路东侧，无障碍电梯位于C出入口。
| 出口编号 | 出口指示 | 建议前往的目的地                                 |
| -------- | -------- | ------------------------------------------------ |
| 出口 · A |          | 红旗西路、红旗中心小学、红旗幼儿园、红旗人民法庭 |
| 出口 · B |          | 红旗足球公园、保利西山林语小区、祥满园           |
| 出口 · C |          | 吉祥街、红旗税务所、福山居                       |

## 公交换乘
- - 507、535、705、708、709、716路公交车。